# St. Johannes der Täufer (Sondernheim)
Die römisch-katholische Kirche St. Johannes der Täufer des Germersheimer Ortsteils Sondernheim im Kreis Germersheim (Rheinland-Pfalz) befindet sich an der Kirchstraße. Sie gehört zur Germersheimer Pfarrei Seliger Paul Josef Nardini im Bistum Speyer. Die Kirche trägt das Patrozinium des heiligen Johannes der Täufer und steht unter Denkmalschutz.

## Beschreibung
Bei dem Kirchengebäude handelt es sich um eine Saalkirche im Stil der Neugotik mit einem Frontturm. Sie wurde nach Entwürfen des Bauassistenten Ott und des Ingenieurs Feil aus Germersheim unter der Leitung des Bischöflichen Distriktbaumeisters Knorr aus Speyer in den Jahren 1867–1868 gebaut.
Der Chor verfügt über ein Kreuzrippengewölbe. Im Inneren der Kirche befindet sich der Kreuzweg, der in der von 1874 bis 1903 andauernden Amtszeit des Pfarrers Michael Bamberg angeschafft wurde. Dort befindet sich auch der von Ferdinand Hachenberg (Mülheim/Rhein) geschaffene Hochaltar, der vom Kirchenmaler Xaver Strasser (Schweighofen) restauriert wurde. In diesem Altar sind Reliquien einer heiligen Jucunda und eines heiligen Jucundus eingemauert. Weitere Informationen über die Reliquien oder die Heiligen sind nicht bekannt. Im November 2006 wurde wenige Wochen nach dessen Seligsprechung eine Reliquie des Paul Josef Nardini in den Altar eingelassen.

## Geschichte
Die erste Erwähnung eines Sakralbaus in Sondernheim stellt eine Genehmigung zum Bau einer dem heiligen Johannes Baptista gewidmeten Kapelle durch den Prior des Servitenklosters zu Germersheim im Jahr 1426 dar. Diese Kapelle wurde im Dreißigjährigen Krieg jedoch derart beschädigt, dass sie nicht mehr genutzt werden konnte. Auf Drängen des damals zuständigen Schultheißes wurde im Jahr 1727 eine neue Dorfkirche erbaut, die von den Germersheimer Franziskanern betreut wurde. Infolge eines raschen Bevölkerungswachstums musste diese 1781 wesentlich erweitert werden. Ab 1819 ist in der Sondernheimer Bevölkerung der zunehmende Wunsch nach einer größeren Kirche und einem damit verbundenen Status als eigene Pfarrei belegt.
Im September 1847 wurde ein Kostenvoranschlag über den Neubau einer katholischen Kirche vorgelegt. Infolgedessen wurde der königliche Kreisbaumeister Taner mit einer Untersuchung des Gebäudezustands beauftragt. Dessen Gutachten von 1863 bedingte schließlich die Empfehlung des Kirchenvorstehers zugunsten eines Neubaus anstatt einer kostspieligen Reparatur. Dieser Empfehlung schloss sich die politische Gemeinde an und übernahm die Baulast. Am 22. Juli 1867 erfolgte die Grundsteinlegung für die neue Kirche. Der erste Gottesdienst konnte im Oktober 1868 stattfinden.
Eine umfassende Renovierung der Kirche erfolgte im Jahr 2006.

## Glocken
Die St.-Johannes-der-Täufer-Kirche verfügt heute über folgende Glocken: 
| Nr. | Name                 | Gussjahr | Gießer, Gussort                 | Masse (kg, ca.) | Schlagton |
| --- | -------------------- | -------- | ------------------------------- | --------------- | --------- |
| 1   | St. Johannes Baptist | 1868     | Fa. Schuler, Zweibrücken        |                 |           |
| 2   | St. Josef            | 1922     | Fa. Gebrüder Bachert, Karlsruhe | 240             | c1        |
| 3   | Ave Maria            | 1950     |                                 |                 |           |

Ursprünglich wurden im Jahr 1868 drei Glocken geliefert. Die beiden nicht erhaltenen Glocken wurden von der Firma Hamm aus Frankenthal geliefert und trugen die Namen „Marienglocke“ und „Josefsglocke“. Beide wurden 1917 zu Kriegszwecken beschlagnahmt und eingeschmolzen. Die noch erhaltene Glocke „St. Johannes Baptist“ wurde als hochwertig eingestuft und durfte im Turm verbleiben. Auch 1922 wurden ursprünglich zwei Glocken geliefert. Die Glocke „St. Maria“ wurde für den Zweiten Weltkrieg eingeschmolzen, während „St. Josef“ nur nach Hamburg verbracht wurde und 1948 zurückgeholt werden konnte.
Ein elektrisches Läutewerk wurde 1925 verbaut und 1958 durch eine Läutewerkautomatik ersetzt. Im Zuge der Kirchenrenovierung wurde die Läuteanlage 2006 erneuert.

## Orgel

### Heutige Orgel
Die Orgel der Kirche wurde 1980 von Gerhard Kuhn (Esthal) als opus 2 gebaut und 2006 von ebendiesem restauriert. Sie verfügt über 19 Register auf zwei Manualen und Pedal. Ihre Spieltraktur ist mechanisch, die Registertraktur ist elektrisch. Die Windladen sind als Schleifladen ausgeführt. Die Disposition lautet:
| I Hauptwerk C–g3 |       |
| Prinzipal        | 8′    |
| Rohrflöte        | 8′    |
| Oktave           | 4′    |
| Koppelflöte      | 4′    |
| Sifflöte         | 2′    |
| Mixtur IV        | 1 ⁄3′ |
| Trompete         | 8′    |

| II Rückpositiv C–g3 |        |
| Holzgedackt         | 8′     |
| Offenflöte          | 4′     |
| Quinte              | 2 ⁄3′  |
| Prinzipal           | 2′     |
| Terz                | 1 3⁄5′ |
| Zimbel III          | 1⁄2′   |
| Krummhorn           | 8′     |
| Tremulant           |        |

| Pedal C–f1 |     |
| Subbaß     | 16′ |
| Oktavbaß   | 08′ |
| Gedecktbaß | 08′ |
| Choralbaß  | 04′ |
| Fagott     | 16′ |

- Koppeln: II/I, I/P, II/P

### Vorgängerorgel
Die erste Orgel der Kirche wurde 1868 von Gustav Schlimbach (Speyer) mit 12 Registern und Kegelladen erbaut. Das Instrument wurde 1923 restauriert und 1964 von Hugo Wehr (Haßloch) in neuem Gehäuse rekonstruiert. In diesem Rahmen wurde die Mixtur erneuert, das Gamba zu einer Terz und der Violonbass zu einem Choralbass verkürzt. Kuhn ersetzte die Orgel 1980 mit dem heutigen Instrument und versetzte sie in die Protestantische Kirche von Bechhofen.